# Macquartite
La macquartite est une espèce minérale du groupe des silicates et du sous-groupe des nésosubsilicates, de formule Pb3Cu(CrO4)SiO3(OH)4,2H2O.

## Historique de la description et appellations

### Inventeur et étymologie
La macquartite a été décrite en 1980 par S. A. Williams et M. Duggan ; elle fut nommée ainsi en l'honneur de Louis Charles Henry Macquart (1745-1803), chimiste français, qui apporta en France les spécimens de crocoïte venant de Russie dans lesquels le chrome a été découvert.

### Topotype
GisementMammoth-Saint Anthony Mine (Mammoth-St Anthony Mine; Mammoth Mine; St. Anthony Mine), St. Anthony deposit, Tiger, Mammoth District, Comté de Pinal, Arizona, États-Unis
ÉchantillonsMusée d'histoire naturelle de Londres
Université de l'Arizona à Tucson
National Museum of Natural History de Washington, États-Unis.

## Caractéristiques physico-chimiques

### Cristallographie
- Paramètres de la maille conventionnelle : a = 20,81 Å, b = 5,84 Å, c = 9,26 Å, β = 91,8 °, Z = 4, V = 1 124,82 Å3
- Densité calculée = 5,79

### Propriétés chimiques
HabitusLa macquartite se trouve sous la forme de cristaux idiomorphes, allongés, atteignant 1 millimètre, souvent en inclusions dans le dioptase ou dans le quartz. On la trouve aussi en cristaux prismatiques radiés atteignant 1 millimètre.

## Gîtes et gisements

### Gîtologie et minéraux associés
GîtologieLa macquartite provient d'un gisement d'oxydation de plomb-zinc-cuivre.
Minéraux associésDioptase, quartz, willemite, wulfénite, chrysocolle, hématite, fluorite, barytine.

### Gisements producteurs de spécimens remarquables
La macquartite est rarissime et ne se trouve que dans un seul gisement au monde :
- États-Unis

Mammoth-Saint Anthony Mine (Mammoth-St Anthony Mine; Mammoth Mine; St. Anthony Mine), St. Anthony deposit, Tiger, Mammoth District, Comté de Pinal, Arizona